# Mercado Roque Santeiro
El Mercado Roque Santeiro fue un mercado al aire libre situado en la ciudad de Luanda, capital de Angola, concretamente en el distrito de Sambizanga. Fue inaugurado en 1991 con el nombre oficial de Mercado Popular da Boavista; recibió el nombre de Roque Santeiro en honor a la telenovela brasileña homónima, que se transmitía en ese momento en la televisión angoleña.
El mercado llegó a ser conocido como el mercado más grande de África, extendiéndose sobre un área de 1 kilómetro de largo por 500 metros de ancho (el área equivalente a 500 campos de fútbol) donde los comerciantes vendían diversos tipos de productos, desde alimentos hasta ordenadores, en puestos con techos de hojalata. El mercado prosperó a pesar de la guerra civil angoleña, que supuso una escasez de alimentos y otros bienes. Roque Santeiro era uno de los pocos lugares donde se podían encontrar. También era conocido como un lugar de actividades ilícitas como el tráfico de drogas y armas.
El Mercado Roque Santeiro fue cerrado por el gobierno municipal en 2011, y los comerciantes se trasladaron a una nueva ubicación, en Panguila.